# Râul Groapa Văii
Râul Groapa Văii este un curs de apă, afluent al râului Valea Mare (Mărtineni). 